# Receptor sigma-1

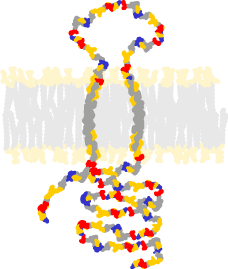
Receptor sigma

El receptor sigma-1 (abreviado Rσ1), es uno de los dos subtipos del receptor sigma, una proteína acompañante en el retículo endoplásmico (ER) que modula la señalización del calcio a través del receptor IP3. En humanos, el receptor σ 1 es codificado por el gen SIGMAR1.
El receptor σ1 es una proteína transmembrana expresada en muchos tipos de tejidos. Se concentra particularmente en ciertas regiones del sistema nervioso central. Se ha implicado en varios fenómenos, incluida la función cardiovascular, la esquizofrenia, la depresión clínica, los efectos del abuso de cocaína y el cáncer. Existen cientos de compuestos sintéticos con afinidad de unión al receptor σ1.
Todavía no se ha identificado de manera concluyente un ligando que sea puramente endógeno para el receptor σ1 en animales, pero se ha encontrado que trazas de aminas triptaminérgicas y esteroides neuroactivos activan el receptor al unirse a él. Especialmente la progesterona, pero también la testosterona, el sulfato de pregnenolona y el sulfato de deshidroepiandrosterona (DHEA-S) tienen afinidad de unión por el receptor σ1.

## Farmacología
El receptor σ1 se define por su perfil farmacológico único. Se reportó en 1976 que los efectos de la N-alilnormetazocina (SKF-10,047) no podrían deberse a la actividad en los receptores μ y κ (llamados así por la primera letra de sus ligandos selectivos morfina y ketazocina, respectivamente) por lo que se propuso un nuevo tipo de receptor opioide: σ (de la primera letra de SKF-10,047). Sin embargo, finalmente se eliminó la clasificación de opioides debido a que no poseía la estructura de receptor acoplado a proteínas G opioide tradicional y el receptor recibió el nombre simplemente de receptor σ1. Se encontraron evidencias que tenía afinidad por los estereoisómeros (+)- de varios benzomorfanos ( p. ej., (+)- pentazocina y (+)- ciclazocina), así como varias sustancias químicas psicoactivas estructural y farmacológicamente distintas, como el haloperidol y la cocaína, así como sustancias neuroactivas esteroides como la progesterona. Los estudios farmacológicos con agonistas σ1 a menudo siguen una curva dosis-respuesta en forma de campana.
El abuso repetido de cocaína conduce a cambios de comportamiento en ratones debido a una mayor expresión del receptor sigma-1 en la corteza cerebral, el cuerpo estriado y el hipocampo. Los efectos neuroprotectores antiapoptóticos convierten al receptor en objetivo para el tratamiento de la depresión y las enfermedades neurodegenerativas de la retina. Los fármacos opipramol, dextrometorfano y fluvoxamina tienen gran afinidad por los receptores de tipo σ, al igual que el neuroléptico atípico quetiapina.

## Estructura
El receptor σ1 en mamíferos es una proteína de membrana integral compuesta de 223 aminoácidos. No muestra homología con otras proteínas de mamíferos, pero comparte un 30% de identidad de secuencia y un 69% de similitud con el producto del gen ERG2 de la levadura, que es una isomerasa de esterol C8-C7 en la vía biosintética del ergosterol. El análisis de hidropatía del receptor σ1 indica tres regiones hidrofóbicas. En 2016 se publicó una estructura cristalina del receptor σ1. 

## Funciones
Se han atribuido una variedad de funciones fisiológicas específicas al receptor σ1 . Los principales entre estos son la modulación de la liberación de Ca2+, la modulación de la contractilidad de los miocitos cardíacos y la inhibición de los canales de K+ controlados por voltaje. Las razones de estos efectos no se comprenden bien, aunque los receptores σ1 se han relacionado circunstancialmente con una amplia variedad de vías de transducción de señales. Se han sugerido vínculos entre los receptores σ1 y las proteínas G, como los antagonistas de los receptores σ1 que muestran una unión de alta afinidad sensible a GTP; Sin embargo, también hay evidencias en contra de la hipótesis del receptor σ1 esté acoplada a la proteína G. Se ha demostrado que el receptor σ1 aparece en un complejo con canales de K+ dependientes de voltaje (K v 1.4 y K v 1.5), lo que lleva a la idea de que los receptores σ1 son subunidades auxiliares de ellos. Los receptores σ1 aparentemente se co-localizan con los receptores IP3 en el retículo endoplásmico donde pueden estar involucrados en la prevención del estrés del retículo endoplásmico en enfermedades neurodegenerativas. Además, se ha demostrado que los receptores σ1 aparecen en dominios enriquecidos con galactoceramida en el retículo endoplásmico de oligodendrocitos maduros. El amplio alcance y el efecto de la unión del ligando en los receptores σ1 ha llevado a algunos a creer que los receptores σ1 son amplificadores de transducción de señales intracelulares.
Recientemente, σ1R se ha implicado en la formación de autofagosomas. La autofagia es un amplio proceso homeostático, metabólico, de control de calidad citoplasmático que afecta muchas funciones en la célula. El Rσ1 es el objetivo de la proteína nsp6 del SARS-CoV-2 para inhibir la formación de autofagosomas como un proceso que compite con el coronavirus por las endomembranas celulares que el virus necesita para su propia replicación. Esto, junto con los efectos beneficiosos observados del agonista del receptor sigma-1 y la fluvoxamina ISRS en pacientes con infección por SARS-COV-2 ha llevado a la hipótesis de que el receptor sigma-1 podría ser un objetivo para el tratamiento del SARS-COV. -2.
Ha habido mucho interés en el receptor sigma-1 y su papel en las enfermedades neurodegenerativas relacionadas con la edad, como la enfermedad de Alzheimer . Durante el envejecimiento saludable, la densidad de los receptores sigma-1 ha ido en aumento. Sin embargo, en enfermedades como la enfermedad de Alzheimer, parece haber una reducción en la expresión del receptor sigma-1. Se ha sugerido que dirigirse al receptor sigma-1 junto con otros receptores podría aumentar la supervivencia y función neuronal en enfermedades neurodegenerativas. La activación de la autofagia también se ha sugerido como un mecanismo posterior relacionado con la activación del receptor sigma-1.

## Ratones knockout
En 2003 se crearon ratones knockout para el receptor σ1 con el fin de estudiar los efectos de la DMT endógena. Inesperadamente, dichos ratones no mostraron un fenotipo manifiesto. Como era de esperar, sin embargo, carecían de respuesta locomotora al ligando σ (+)-SKF-10.047 y mostraban una respuesta reducida al dolor inducido por formalina. La especulación se ha centrado en la capacidad de otros receptores de la familia σ (p. ej., σ2, con propiedades de unión similares) para compensar la falta del receptor σ1.

## Importancia clínica
Mutaciones en el receptor sigma-1 se han asociado con la atrofia muscular espinal distal tipo 2. Los ligandos del receptor sigma-1 representan posibilidades terapéuticas a evaluar para el tratamiento del trastorno cognitivo, la enfermedad de Alzheimer y la degeneración neuronal.

## Ligandos
Los siguientes ligandos tienen alta afinidad por el receptor σ1 y poseen una alta selectividad de unión sobre el subtipo σ2 :
 
| Agonistas: - PRE-084 - ANAVEX2-73 - Donepezil - Selegilina - D-Deprenilo - Fluvoxamina - Fluoxetina - Citalopram - Amitriptilina - L-687,384 - SA-4503 - Dipentilamina - Dextrometorfano - Dimetiltriptamina - (+)-pentazocina (enantiómero "antinatural", que carece de afinidad por los receptores opioides μ y opioides κ) - Opipramol | Antagonistas: - Sertralina - S1RA - FTC-146 - 1-benzil-6′-metoxi-6′,7′-dihidrospiro[piperidin-4,4′-tieno[3.2-c]pirano]: antagonista putativo, selectivo contra los receptores 5-HT1A, 5-HT6, 5-HT7, α1A y α2 adrenérgicos, y el receptor NMDA - NE-100 Moduladores alostéricos positivos: - Metilfenilpiracetam - SOMCL-668 | No categorizados: - 4-IPBS - PD 144418 - Espipetiana - RHL-033 - 3-[[1-[(4-clorofenil)metil]-4-piperidil]metil]-1,3-benzoxazol-2-ona: muy alta afinidad y selectividad de subtipos - 1'-[(4-fluorofenil)metil]espiro[1H-isobenzofuran-3,4'-piperidina] - 1'-benzil-6-metoxi-1-fenil-espiro[6H-furo[3,4-c]pyrazol-4,4'-piperidina] - (−)-(S)-4-metil-1-[2-(4-clorofenoxi)-1-metiletil]piperidina |

Existen agentes que tienen una alta afinidad por σ1 pero carecen de selectividad de subtipo o tienen una alta afinidad en otros sitios de unión, por lo que son multifuncionales, como el haloperidol . Además, existe una amplia gama de agentes con un rol sobre el Rσ 1 al menos moderada en su perfil de unión.